# Farol da Guia (Cascais)
Farol da Guia é um farol português localizado no Cabo da Guia, a cerca de 2 km a oeste do centro de Cascais. Trata-se de uma torre octogonal branca de 28 metros de altura, em alvenaria. Possui ainda um farolim de enfiamento Santa Marta - Guia, de luz vermelha, com um alcance de 18 milhas náuticas.
Por sua posição privilegiada em Cascais, entrada do porto de Lisboa, a região sempre foi importante para navegação. Por isso, desde 1523, que este ponto da costa portuguesa foi iluminado pela, então, ermida de N. Sr.ª da Guia, construída em terras doadas por D. Luiz de Castro, senhor de Cascais e, onde em 1537, a irmandade local ergueu uma torre onde se acendia um conjunto de quatro ou cinco luzes de azeite que se via a grande distância para ajudar os navegantes. Esta luz era mantida pela irmandade, que fornecia o azeite e vidraças da lanterna, mantendo-a acesa durante cerca de oito meses do ano.
Com o terramoto de 1755, a torre foi muito danificada, obrigando a grandes obras de reconstrução e à substituição do equipamento. Entretanto, para iluminar diversos pontos da costa portuguesa ainda às escuras, é organizado pelo Marquês de Pombal e atribuído à junta de Comércio, o Serviço de Faróis no alvará de 1 de Fevereiro de 1758, que manda construir seis faróis na nossa costa, sendo o Farol da Guia um destes faróis.
Portanto, o Farol da Guia actualmente existente, decorre da reconstrução da ermida de N. Sr.ª da Guia, e foi o segundo do Serviço de Faróis, tendo sido estabelecido em 1761, emitindo uma luz fixa branca, a partir de 16 candeeiros de Argand, alcançando as 13 milhas em boas condições de visibilidade, num sector de 240º. A sua torre, de oito faces, com 23 metros de altura e constituída por espessas paredes de alvenaria com cunhais e cimalhas de cantaria, foi forrada com azulejos brancos em meados do século XIX e renovados em Abril de 2003.
Actualmente, o farol não é guarnecido, sendo as suas residências utilizadas por faroleiros que prestam serviço na Direcção de Faróis. O sistema de telecontrolo foi substituído por um de monitorização, que transmite uma mensagem SMS para o telemóvel do faroleiro de chamada à Central de Faróis, sempre que ocorre uma falha.